# コメット・ルシファー
『コメット・ルシファー』は、エイトビット制作による日本のオリジナルテレビアニメ作品。2015年10月から12月まで放送された。

## ストーリー
ギフトジウムと呼ばれる鉱石が大地を覆う惑星ギフト。ガーデン・インディゴの街に住む少年ソウゴ・アマギは、研究者の母を持ち、鉱石集めを趣味としていた。ある日、赤く光る鉱石を発見したソウゴはクラスメイトの少女カオン、そして同級生のロマンとオットの騒動に巻き込まれ、街の地下へ続く大穴に転落してしまう。一方、地下深くの地底湖ではギフト行政府軍がある作業を行っていた。周囲を探索するソウゴとカオンは、水の抜けた地底湖で一人の少女に出会い、さらに行政府軍と謎のロボットの戦闘を目撃する。

## 登場人物

### 主要人物
ソウゴ・アマギ
声 - 小林裕介、Lynn（幼少時）
本作の主人公。14歳。ガーデン・インディゴの街に住む少年。大の鉱石好き。行動的で、真っ直ぐな性格。両親がいない今は、育ての親のド・モンの家にやっかいになっている。街中などでの移動時は「クイッカーボード」というギフトジウムを利用して滑空する乗り物を使う。フェリアを地底湖で保護した後、彼女の守護者であるモウラと呼応する紋章が手に出現する。フェリアのピンチには度々モウラを呼んでガーディアンを呼び出し、幾度もの危機を切り抜けて行く。第9話にてガーディアンの中に乗り込み、自身がパイロットとなる。深淵の祭壇ではフェリアの失踪とド・モンの死を知った二重のショックから自暴自棄となるが、カオンの叱咤と激励を受けて立ち直り、モウラやロマン達と共にフェリアの救出に赴く。だが、その手に持つ紋章が「契りの紋章」だったことから、フォンゲルフ内部でブラックガーディアンに捕われてしまうも、最後はフェリアの手で救出された。
最終話のエピローグ（10年後）ではゼミの教授に就任し、子供の頃のように石集めに精を出している。
フェリア
声 - 大橋彩香
本作のヒロイン。街の地下でソウゴが出会った謎の少女。無邪気で天真爛漫な性格。物体を動かす超能力を持つ。モウラ曰く「星の息吹を司る存在であり、彼女のおかげで自然や命の源が保たれている」とのこと。ギフト行政府軍から「リマ」と呼ばれ、その身を狙われている。第5話終盤にて子供姿から一気に成長した姿（外見年齢は14歳程度）になる。それに伴い、会話も流暢になった。彼女の正体は、ギフトの生命の源「ルシファー」で、星に降り注いだ命の種を元に誕生した天使。使った力を補充するには、深淵の祭壇に向かう必要がある。ソウゴに対しては徐々に恋心を抱いていき、深淵の祭壇でそれをはっきりと自覚するようになる。しかし、その場に現れたブラックガーディアンに連れ去られ、フォンゲルフにてゾーンボイルの手でギフトのための礎とされる。直後、彼女を追ってきたソウゴとモウラに助けられるが、今度はソウゴがブラックガーディアン内部に取り込まれ、彼を救うためにガーディアンに乗り込み、宇宙での激闘の末にソウゴを救出。ギフトへと送り届けた。自身はギフトと土の星の両方を見守る新しい星となり、エピローグでは赤く光るその姿を確認できる。
モ・リティカ・ツェツェス・ウラ
声 - 水瀬いのり
通称「モウラ」。ギフトジウムの体を持ち、芋虫のような形をした謎の生物。フェリアの守護者を自称する。人間のように会話や食事もできる。話す時に語尾に「〜じゃモン」と付けるのが口癖。ソウゴ達からは「石」扱いされている。体がバラバラになっても復活できるなど、意外と万能。その正体は人型ロボットのガーディアンであり、ソウゴの紋章に呼応して変身する。後にソウゴへ守護者は命を育める星に降り注いだ生命の種子から生まれた存在で、同じ種から誕生した天使（フェリア）を守るための従者、つまり守護の使いであるという自身とフェリアの秘密を告げた。第11話でのエリアシールド突破後は体が人型（ピンク髪の少女）になる。ブラックガーディアンとの最終決戦ではフェリアを受けいれて共に戦い、最後はフェリアの願いを叶えるため消滅した。

### ソウゴの友人
カオン・ランチェスター
声 - 高橋李依
ソウゴのクラスメイトの少女。14歳。身長166cm。髪を結わえた赤いリボンが特徴。実家はガーデン・インディゴで有名な商店。明るい性格で面倒見も良く、フェリアと出会った当初は彼女の世話をしていた。ソウゴに対し恋心を持つが、フェリアの存在もあってか、内心は複雑なようである。ソウゴと深淵の祭壇に向かう途中、危険だからとロマンやオットと共に置いて行かれるが、後を追うことを決めて、窮地のフェリアを救った。深淵の祭壇では自身よりもフェリアの恋のために、彼女の背中を押している。ロマンが操縦するヴァロフR7に乗り込むこともあった。
最終話のエピローグではロマンと結婚し、3児の母となっている。
ロマン・ヴァロフ
声 - 寺島拓篤
ソウゴの同級生。14歳。ガーデン・インディゴを治めるヴァロフ家の嫡男。許嫁のカオン（互いの家同士で決めた）との結婚式を一方的に挙げようとするが、フェリアとの出会い以降は結婚話を封印している。仲間思いであり、ソウゴやフェリアの危機にはヴァロフR7に乗り込んで駆けつけた。深淵の祭壇に向かう途中、ソウゴに置いて行かれた際は、塞ぎこむカオンや不満そうなオットを叱って活を入れる。後に深淵の祭壇でカオンとの婚約を解消するが、改めてカオンが好きだと彼女に告白・求婚する。フォンゲルフではエリアシールドの破壊に貢献した。
最終話のエピローグにてカオンと結婚、3児の父となる。
オット・モトー
声 - 諏訪彩花
ソウゴの同級生。14歳。ロマンの執事を務めている少年。片目が髪で隠れている。代々ヴァロフ家に仕える家系の出身。主のロマンと共にエアライダーという三輪自動車やヴァロフR7に乗る。料理が得意で、格闘技にも秀でている。その反面、心配性でネガティブな気質も合わせ持ち、時として不安や不満を口にしたりもする。
最終話のエピローグでは宇宙飛行士になっている。

### ガーデン・インディゴ
ハジメ・ド・モン
声 - 三宅健太
ガーデン・インディゴでカフェ「ヴァンテレモ」を営むマスター。48歳。ソウゴの育ての親でもあり、彼を2階へと住まわせている。フェリアやモウラの騒動で、何度も店を壊されている苦労人。かつては軍人で、ガスと共に戦場で戦っていた。
過去のある際、ソウゴの母親であるエナの警護をゾーンボイルから頼まれ彼女と交流していたが、他の任務に就いていた時に彼女を殺害されてしまった。その後はずっとその出来事を悔やんでいる。彼女の葬儀後にソウゴを引き取り、現在の道を歩んだのもコーヒーの腕をエナに褒められたからである。ソウゴへの想いは強く、後にソウゴへの攻撃を止めさせようとゾーンボイルに会いに行くものの彼は不在であり、さらに途中の銃撃戦で腹を撃たれ負傷する。そしてエナの墓の前でゾーンボイルが来ることを待っていたが、ド・モンを邪魔者と断じてその場にエナの変装をして現れたアナトリアに刺され、命を落とした。
マルヴィナ・アニアンス
声 - 三森すずこ
ガーデン・インディゴでパン屋「メリッタルボーリ」を営む女性。21歳。愛称は「ヴィー」。スリーサイズはB92、W59、H90。
優しげで落ち着いた性格だが、実は行政府軍のスパイであり、エージェント「ミツバチ」としてガスにフェリアの情報を流していた（ド・モンには正体を見抜かれるが、彼がいつからスパイ行為に気付いていたのかは不明）。後にエナの墓前でド・モンの遺体を発見し、彼の死をソウゴ達とガスに伝えた。その後、フェリア救出作戦時にせめてもの罪滅ぼしとして銃火器を手に駆けつけ、ソウゴ達を援護する。その際はBPA相手に手榴弾を投げ、両手にマシンガンで無双するなど、アグレッシブな姿を見せつけた。
最終話のエピローグでは牧場で働いている。

### ギフト行政府軍
ジュード・プライス
声 - 速水奨
ギフト行政府軍のトップ。ガスの上官。階級は中佐。第八軍特務師団を率いる。ゾーンボイルの独断行動に対し、不満と疑念を抱いている。若い頃は髪を伸ばしていた。諮問委員会の面々にゾーンボイルに対する訴えを伝えた後は全く登場しなくなるが、最終話のエピローグにて年老いた姿でガスのカフェを訪れている。
ガス・スチュワート
声 - 浜田賢二
ギフト行政府の軍人。階級は大尉。自身の部隊員としてパトリックやアルフリードをスカウトする。かつての大戦で武勲を築いた過去を持ち、ド・モンは戦友で彼を師匠を呼ぶほど尊敬していたが、軍を辞めた後のド・モンの現状には不満を抱いている。ガーディアンとの戦闘では相手をライバル視し、心の底からそれを楽しむなど戦闘狂の気があり、リマの確保よりガーディアンと戦うことを優先する描写すらあった（誰でもいいから自分を滾らせてくれとすら発言している）。ソウゴ達を付け狙い、幾度となく戦闘を繰り返すも、マルヴィナからド・モンの死を聞いて激しい衝撃を受ける。その後、ソウゴ達のフェリア救出作戦時には、パックやアルと共に軍を裏切ってソウゴを助け、自分達は自分の道を進むことを宣言する。ギフトの危機にはパックやダドレー達と共に市民の避難誘導を行っていた。
最終話のエピローグではかつてのド・モンと同じようにカフェを営んでいる。
パトリック・ヤン
声 - 田村睦心
ギフト行政府の元軍人。17歳。ガスからは「パック」と呼ばれる。少年兵としてガスに鍛えられたため、彼に心酔している。当初は監獄に収監されていたが、ガスが監獄を訪れた際、看守らを皆殺しにして彼の部下となる。口調が荒く残忍な性格で、時に相手をいたぶることを楽しみ、たとえ女であろうとも平気で暴力を振い、殺人もためらわない。そのため、フェリアを傷つけないよう命令されてる中で彼女を傷つけたりと直情的な行動を取ることが多い。一方で、ガスが軍を裏切った際は彼と共にソウゴを助けている。
最終話のエピローグでは賞金首として指名手配されている。
アルフリード・マッカラン
声 - 間島淳司
腕が立つハッカー。IT企業に勤めている。数年前に街で騒ぎを起こし暴落した株を買い占めた過去を持つ。街中で超能力を使ったフェリアを目撃し、彼女に一目惚れして一転ストーカーとなり誘拐を企むが、ソウゴとモウラの介入で失敗。その際に自業自得だが頭髪を失ったことで、ソウゴを逆恨みしている（髪は帽子で隠した）。恐怖に歪んだ顔を見て悦に浸るなどストーカー気質なところを含め性癖はかなり歪んでいる様子。その後ガスからスカウトされ、軍属（彼の部下）となる。ガスからは「アル」と呼ばれている。
最終話のエピローグでは秘書を連れた実業家となる。
ヴィンセント・ダドレー
声 - 江川央生
ギフト行政府の軍人。階級は大尉。ガーデン・モーブ地域を担当。右目の傷跡が特徴で、ガスを目の敵にしている。手柄を立てようと、ガーデン・モーブの街を訪れたフェリア達を襲うが、モウラの活躍とロマンの救援で失敗。さらに結婚式に出席していた人々の抗議を受けて撤退する。今度は深淵の祭壇へ向かうソウゴ達を部隊を率いて待ち受けるも、ガーディアンに機体を中破される。その後は、フォンゲルフにて今までの雪辱を果たすため、またもソウゴ達の前に立ちはだかるが、ガスの裏切りに遭う。
最終話のエピローグでは年老いた姿でガスのカフェを訪れている。
グエン・ゴウ
声 - 野上翔
ギフト行政府の軍人。ガスの部隊の一員としてエレファース級陸上戦艦のブリッジでオペレーターを務めており、行政府やエージェントからの通信を受け取る。第12話では接近する土の星の状況をガスへ報告した。
マジー・ナギラ
声 - 手塚ヒロミチ
ギフト行政府の軍人。ダドレーの部下。ガーデン・モーブでフェリアを捕えるが逃げられ任務に失敗。その責任から降格される。その後は行政府の守衛となったが、第9話でゾーンボイルに会いに来たド・モンに射殺された。

### ギフト行政府
ガルフ・ゾーンボイル
声 - 柴田秀勝
ギフト行政府の大臣。執務長官。軍事兵器売買で財を成している。ギフトジウム以外の新エネルギーに関心を持ち、過去にその新物質「ルシファー」の研究者であったソウゴの母と関係を結び、ド・モンを彼女の護衛と監視に就かせた。現在は足を悪くしたのか車椅子に乗っている。天体ギフトのさらなる繁栄を目論み、ルシファーそのものであるフェリアの生命力を手に入れるため、行政府軍を裏から動かして暗躍する。そして自分の下へ連れて来られたフェリアを拘束し、彼女を本来の石の姿に戻し、ギフトを争いも貧富の差も無い清浄なる世界へ変えるという宿願を語っていた最中、背後からアナトリアに刺されて死亡した。
リリアン・アナトリア
声 - 村中知
ゾーンボイルの秘書として彼の側に仕える女性。行政府の諮問会に身を置く。後に、もはや邪魔になったゾーンボイル以外の諮問会委員達を謀殺する。色々な姿に変身でき、ソウゴの母のエナに化けゾーンボイルに会いに来たド・モンを殺害している。彼女の正体は人間ではなくモウラと同型のブラックガーディアンで、ゾーンボイルすらも彼女の手の平の上で転がされていた。深淵の祭壇でフェリアを待ち受け、失っていた力を取り戻し、彼女をフォンゲルフへと連れ去った。第11話では用済みとなったゾーンボイルを刺殺し、ソウゴ達と戦闘を繰り広げた末に一度は敗北する。
だが、「契りの紋章」を持つソウゴを内部へと取り込んで復活。土の星をギフトに落下させ、二つの星を滅ぼそうとする。元々は土の星で守護者として活動していたものの、主である天使を失ったことで新たな主を長期間探し続け、フェリアを見つけた末にギフトへ飛来したのであった。しかし、繁栄しているギフトに段々と嫉妬心を抱き、フェリアが鍵となる紋章を持っていないことを知ると、自分自身が新たな星を生み出してその天使の座に君臨するという歪んだ執着心を露わにする。本来の力を解放できるソウゴを手に入れ、望みを叶えようとするが、フェリアが乗るガーディアン第三形態との激戦の末にその野望は打ち砕かれた。

### その他
エナ・アマギ
声 - 能登麻美子
ソウゴの母親。故人。宇宙から飛来した物質がギフトジウムを超えるエネルギーを生み出すという「リマ仮説」を立てた研究者。ゾーンボイルの援助で新エネルギーの研究を行っており、物語開始より13年前（ソウゴ1歳時）にド・モンを護衛に付けられる。そして10年前（ソウゴ4歳時）についにその特性を備えた新物質「ルシファー」の生成に成功する。だが、信頼していたド・モンの留守中に研究を快く思わないギフトジウム推進派の襲撃を受け、落命する。なお、ソウゴの父親はソウゴが彼女のお腹の中にいた頃に事故で亡くなっている。
エレーネ・ハルヴァシ
声 - 高橋美佳子
ガーデン・モーブの街で結婚式を挙げた女性。街へ向かう途中、カオン達が起こした事故に巻き込まれ、フラワーボーイが負傷してしまったため、その埋め合わせとしてソウゴに彼の代役を依頼する。
アニー・メリア
声 - 高橋未奈美
エレーネの結婚式で、フラワーガールを務めていた少女。ソウゴがフラワーボーイ役になった際、最初はカオン、次はフェリアにフラワーガールの衣装を着てはどうかと提案した。
イラクリ・ヴィッテ
声 - 山下大輝
エレーネの結婚式で、フラワーボーイを務めていた少年。ソウゴに代役を託す。

## 登場兵器

### ガーディアン
ガーディアン
街の地下にてソウゴやカオンの前に突如現れた謎のロボット。全身がギフトジウムで構成されている。軍のBPAを圧倒するほどパワーに優れ、装甲も厚い。その正体はモウラが変身した姿で、「外殻トランスフォーム」をすることでこの形態になる。ただし紋章を持つソウゴが近くにいないとガーディアンにはなれない。主な攻撃方法は体当たりや両腕による格闘。
ガーディアン第二形態
第5話で、フェリアの覚醒に伴い新たな姿となったガーディアン。両腕部が変形した翼で飛行ができるようになった。武装として尻尾が変形した三つ又の矛「ルークス・ソーリ・ランケア」を持つ。これは先端部が変形して剣になるほか、エネルギー光弾の発射もできる。第9話にてソウゴが内部にパイロットとして乗り込んだ際は、さらに戦闘力や機動性が上昇した。
ガーディアン第三形態
第12話にて、フェリアを受け入れたモウラが真の姿となった形態。フェリアをパイロットとし、本来の力を最大限まで引き出すことが可能。第二形態と比べて飛躍的に能力が向上した。第二形態から主に頭部や肩部、脚部の形状が変わり、赤い装甲パーツが追加された。
ブラックガーディアン
第10話から登場した漆黒の機体。深淵の祭壇にて姿を現し、フェリアを内側へと取り込んだ。その正体は、リリアン・アナトリアが変身したもので、モウラが変身するガーディアンと同型機。武装はルークス・ソーリ・ランケアに似た三つ又の矛である「ルークス・ルナエ・グリス」。ガーディアン以上と言える能力を発揮する。モウラの通常の姿は芋虫だが、ブラックガーディアンは三葉虫である。過去に滅亡した土の星の守護者として、ソウゴやフェリア達と敵対した。

### バイペダルアーマー
アトラック・エクエス
行政府軍が運用する局地戦闘用可変BPA。水陸両用機であり、人型形態から多脚（六足）形態へと変形できる。ガスの部隊は削岩機を装備し、地底湖での作業を行っていた。
アトラック（ガス専用機）
ガス・スチュワートの専用機。カラーリングがパーソナルカラーの黒と赤色になっている。通常のアトラック・エクエスより機動性が高く、削岩機に変わりガトリング砲を装備する。
アトラック（アル専用機）
アルフリード・マッカランの専用機。ピンクのカラーリングが特徴。遠隔操作に特化された機体で、パイロットが機体に搭乗せずとも動かせる。
アトラック・ファベル
主に土建業に使われる非武装の汎用機。全てのBPAの始祖と呼べる機体で、本機の設計基盤を元に各種BPAが製造された。劇中ではアルフリードに操られた機体がソウゴ達を襲った。カラーリングは黄土色。
ハヌマット・アルディフェクス
アトラック・ファベルと共に活躍する重建設機。警備や軍用としても使用される。両腕はドリルアームやシャベル等に変更できる。劇中ではアルフリードに操られた機体がソウゴ達を襲った。ハヌマットは「猿の神」、アルディフェクスは「職人」の意。
ハヌマット陸戦型
ギフト行政府軍で運用されている機体。背部や足裏には、高所からの落下速度を軽減するスラスターが内蔵されている。武装はガトリング砲や肩部から射出できるワイヤーアーム。フォンゲルフの警備部隊ではサブマシンガンを装備していた。カラーリングは緑基調。
ハヌマット対空装備型
第9話でのダドレーの部隊が運用していた機体。右肩部に大型キャノン砲、左肩部に4連装ミサイルランチャーを装備し、戦闘VTOL機と連携してガーディアンを迎え撃った。
ヴァロフR7
ヴァロフ家のロマンが開発させたプライベート用BPA。卵型の胴体に短い脚部が特徴。武装は右腕のガトリング砲とギフトジウム製の専用サーベル。第6話では「ヴァロフローリングストーム」なる技を披露した。第9話では煙幕手榴弾を使用している。また、腰前の装甲部からはクローを射出可能。派手なカラーリングや後部の竹ヤリマフラーはロマンの趣味。コクピットは複座式で普段はロマンとオットが乗り込むが、第7話や第11話以降はカオンも乗り込んで三人乗りとなる。
エフリート
ゾーンボイルからガスに与えられた第八世代強襲格闘戦用BPA。元々はヴァロフ家が開発した重機であり、カスタマイズされて戦闘用となる。武装はアサルトライフル「ピストーフ・セプテム」と左腕のドリルバンカー「グラディウス・トリア」。第8話においてフライトアタッチメントが取り付けられた。第9話で折り畳み式の大型試作レールガン「エフリートキャノン」を新たに装備する。レールガンは反動が強力なために、機体を固定しないと発射できない。なお、背中のリングは遠隔操作用アンテナで、アトラックを複数操れる機能を持つが、劇中では描写されなかった。
ドゥルガー
パトリック・ヤンの専用機。エフリートの兄弟機であるBPA。近接戦闘に特化している。両肩には小型シールド状の装甲板を持つ。武装はサブマシンガンや左腕に装備した鉈状のソード、腰部のナイフ。第8話でエフリートと同じくフライトアタッチメントを装着する。

### 航空機・艦船
戦闘VTOL機
行政府軍が運用するVTOL機。コクピットは複座式で、航続距離は短いが機動性は高い。武装は機首部にガトリング機関砲、両翼に4発のミサイルを搭載する。飛行可能なBPAは存在しないため、軍の中でも数少ない航空戦力として使われている。
輸送機
行政府軍が運用するステルス性の輸送機。BPAも3機まで搭載できる。第6話ではダドレーの部隊がガーデン・モーブへ向かう際に利用している。
エレファース級陸上戦艦
行政府軍が運用する量産型の陸上戦艦。ガスの部隊の母艦でもある。中央部にヘリポートを備える。武装は前甲板の主砲と前部のミサイルハッチ、側部の機関砲。

## 用語

### 世界観
天体ギフト
本作の舞台となる惑星。地球とほぼ同じ大きさで、全体の60%が陸地という水の少ない星。反面、大地から多く産出する鉱石のギフトジウムにより、エネルギー資源は豊富。空にはギフトの月として「土の星」が浮かんでいるのを見ることができる。
ギフトジウム
青色に輝く鉱石。天体ギフトの大地を覆っている。ギフトにおいては主に街の電力や自動車・バイペダルアーマーなどの動力に利用されている重要な化石エネルギーである。
ギフト行政府
天体ギフトの中央政府で、各ガーデン（街）を統治している。通常は中央から行政官が派遣されるが、ヴァロフ家のような代々行政官を務める世襲制もある。ゾーンボイルは行政担当の執務長官で、それを監督するための諮問委員会が置かれている。
土の星
ギフトの月として存在する、ブラックガーディアン（リリアン・アナトリア）が守護者を務めていた星。その正体は「地球」である。かつては銀河でも類い稀なる豊穣を誇っていたが、繁栄の末に天使と星の住民は共に滅んでしまった。現在は荒廃した死の星と化している。ギフトの文化・生活様式が地球に似ているのは、共に生命の種を起源として同じような進化を果たしたため。
最終話のエピローグでは、青い海や白い雲を纏う姿を取り戻している。

### 地名・施設
ガーデン・インディゴ
ソウゴ達が住む街。すり鉢状の炭鉱町で、ギフトジウム鉱業で栄えている。BPAの開発を行い、それにより巨万の富を築いたヴァロフ家が街を統治する。上層部・中層部・下層部に分かれており、欧州風の街並みが広がる。上層部にヴァロフ家の屋敷やホテル、ショッピングモールがあり、下層部の一番下には街の地下に続く大穴がある。また、街の上にはトラス橋が架かる。
ガーデン・モーブ
深淵の祭壇に向かう途中、ソウゴ達が訪れた街。砂漠のオアシスのような雰囲気で、中東風の住居が立ち並び、ペトラ遺跡のエル・カズネのような教会がある。住人は老人が多く、若者は少ない。エレーネの結婚式が行われていたが、ダドレーの部隊が率いる行政府軍の襲撃を受ける。
深淵の祭壇
物語中盤以降のソウゴやフェリアの目的地。聖域として禁忌の場所とされる、巨大なカルデラの中心部にある遺跡。上空には光のリングが浮かび、付近にはフェリアの意思に反応して輝く結晶群が浮遊している。ギフトの命の力が放出する泉が存在し、祭壇の後ろにはアナトリアが乗ってギフトへやって来た宇宙船がある。
エリア・クリムゾン
ギフト行政府の本庁が置かれた大都市。行政や軍事、金融などを一手に担う構成で、本庁を中心にギフトジウムパイプラインが放射状に広がっている。地下ではBPAの開発が行われ、格納庫・整備庫が置かれている。フェリアからルシファーを生成するための秘密施設「フォンゲルフ」が存在するのもここである。
フォンゲルフ
エリア・クリムゾンにあるゾーンボイルの研究施設で、軍事施設も兼ねる。アナトリアがゾーンボイルを利用して建設させた。エリアシールド発生装置が置かれ、周囲や内部にBPAも配備されるなど、警備は厳重。実は土の星へ戻るという目的のため、アナトリアの手で全体が宇宙船へと作り替えられていた。

### 技術・兵器
バイペダルアーマー
本作における人型機動兵器の呼称。略称は「BPA」。元々はギフトジウム採掘用の重機「ヒューマローダー」から発展した機体であり、後のアトラック・ファベルが開発されたことにより、民間、特に軍事面においての技術革新が著しい。基本的にコクピットはどの機体も共通構造で、OSのベースも作業用・戦闘用共に共通である。
エリアシールド
ゾーンボイルの研究施設、「フォンゲルフ」一帯を覆うバリア。3ヶ所の「ギフトプラズマ・エリアシールド」発生装置の同時照射により、守護者（ガーディアン）の外殻トランスフォームの妨害すら可能な円柱形のバリアを展開する。ソウゴとモウラは撃墜した戦闘機の爆発で開いた穴を無理やりこじ開けて内部へと侵入した。その後、ヴァロフR7の活躍で発生装置は破壊されている。

### その他の用語
リマ
ギフト行政府がフェリアに名付けたコードネーム。由来はルシファーの頭文字である「L」から。
ハトネコ
猫のような両耳と鳴き声、2本の長い尾を持つ鳥。群れていることが多い。フェリアは「ハトニャー」と呼ぶ。
タイフーン
40年に一度くらいの割合でギフトに発生する気象現象。第4話でガーデン・インディゴに近づくが、第5話にて吹雪へと変化した。その原因は、天使であるフェリアの精神状態がギフトの天候にも少なからず影響を与えているため（彼女の恐怖や不安がその移り変わりをもたらした）。
ルシファー
ギフトの生命の源であり、フェリアそのものを差す。ギフトジウムを超える膨大なエネルギーを発する。ガーデン・インディゴ地下の地底湖で休眠状態にあったが、ソウゴと反応したことで人間の姿（フェリア）でこの世界に顕現した。かつて、ソウゴの母親のエナがゾーンボイルの援助を受け新物質として生成に成功するが、サイズは小さく数も少数であった。その上、エナが殺されてしまったため、それ以上の研究は不可能となり、その後にゾーンボイルは天使のフェリアへと目を付けることとなる。

## スタッフ
- 原作 - Project Felia、エイトビット
- 監督 - 菊地康仁
- シリーズディレクター - 中山敦史
- 原案・シリーズ構成 - 野村祐一
- キャラクターデザイン・総作画監督・エンドカード - 高橋裕一
- メカニックデザイン - 柳瀬敬之
- モニターデザイン - 荒木宏文
- アクションディレクター - 神谷智大
- 美術設定 - 益田健太、氏家誠
- 美術監督 - 益田健太
- 色彩設計 - 藤木由香里
- 撮影監督 - 佐藤洋
- CGディレクター - 都田崇之
- CGプロデューサー - 井野元英二
- 編集 - 木村佳史子
- 音響監督 - 明田川仁
- 音楽 - 加藤達也
- 音楽制作 - ランティス
- 音楽プロデューサー - 伊藤善之
- チーフプロデューサー - 大河原健、奈良井昌幸、阪口英昭
- プロデューサー - 菊川裕之、鈴木彩史、木皿陽平、大和田智之、植木達也、雪田雅人、中島保裕
- アニメーションプロデューサー - 葛西励
- アニメーション制作 - エイトビット
- 製作 - 「コメット・ルシファー」製作委員会（バンダイビジュアル、エイトビット、サミー、ランティス、BS11、ブシロード、ソニーPCL、グッドスマイルカンパニー）

## 主題歌
イメージソング
「Story of Lucifer」
作詞 - 唐沢美帆 / 作曲・編曲 - 加藤達也 / 歌 - TRUE
第9話では挿入歌として使用。
「コスモスのように」
作詞 - 林英樹 / 作曲 - 加藤達也、佐藤純一 / ストリングスアレンジ - 加藤達也 / 編曲・歌 - fhána
第7話では挿入歌として使用。

オープニングテーマ「コメットルシファー 〜The Seed and the Sower〜」
作詞 - 林英樹 / 作曲 - 佐藤純一 / ストリングスアレンジ - 川本新 / 編曲・歌 - fhána
エンディングテーマ
「おしえてブルースカイ」（第1話 - 第4話）
作詞 - 畑亜貴 / 作曲・編曲 - 藤末樹 / 歌 - 大橋彩香
「evolve」（第5話）
作詞 - 唐沢美帆 / 作曲・編曲 - 加藤達也 / 歌 - TRUE
「裸足のままでもこわくない」（第6話 - 第8話）
作詞 - 畑亜貴 / 作曲 - 原田篤 / 編曲 - 酒井拓也 / 歌 - 大橋彩香
「追憶のかなた」（第9話）
作詞 - 林英樹 / 作曲 - 佐藤純一 / 編曲 - fhána、川本新 / 歌 - fhána
「ヒトツニナリタイ」（第10話 - 第12話）
作詞 - 畑亜貴 / 作曲 - 矢吹香那 / 編曲 - 前口渉 / 歌 - 大橋彩香

## 各話リスト
| 話数 | サブタイトル         | 脚本       | 絵コンテ                   | 演出              | 作画監督                                                                                 |
| ---- | -------------------- | ---------- | -------------------------- | ----------------- | ---------------------------------------------------------------------------------------- |
| #1   | 大地と少年           | 野村祐一   | 菊地康仁                   | 鈴木孝聡          | 高橋裕一、江畑諒真、鈴木俊二                                                             |
| #2   | 一つ屋根の下で       | 野村祐一   | 亀井治                     | 中山敦史          | 酒井秀基                                                                                 |
| #3   | ガーデン・インディゴ | 森江美咲   | 菊地康仁                   | 中山敦史 森義博   | 鈴木俊二、高橋瑞香、関口雅浩 糸島雅彦、鎌田均、謝苑倩、逵村六                            |
| #4   | 嵐                   | 待田堂子   | 名村英敏                   | 久保山英一        | 篁馨、北村友幸、平馬浩司                                                                 |
| #5   | 重なる魂             | 野村祐一   | 福田道生                   | 森義博 鈴木孝聡   | 小林利充、横井秀章                                                                       |
| #6   | フラワーボーイ       | 大河内一楼 | 山本裕介                   | 間島崇寛          | 江畑諒真                                                                                 |
| #7   | 温もりの場所         | 待田堂子   | サトウシンジ               | 鈴木孝聡          | 関口雅浩、小林利充、日高真由美 熊田亜輝、酒井秀基、入江篤                                |
| #8   | 道                   | 野村祐一   | 寺東克己                   | 水本葉月 玉田博   | 小倉典子、平馬浩司、北村友幸 櫻井拓郎、竹田欣弘、加藤愛仁 関口雅浩、日高真由美、竹本未希 |
| #9   | 伝えたい心           | 大河内一楼 | 名村英敏                   | 重原克也 喜多幡徹 | 依田正彦、柳瀬譲二、門智昭 鳥山冬美、ぐんそう                                            |
| #10  | 深淵の祭壇           | 待田堂子   | 山本裕介                   | 間島崇寛          | 横井秀章、藤川太 熊田亜輝、日高真由美                                                    |
| #11  | 堕ちた天使           | 野村祐一   | 山本裕介 古川知宏 長井春樹 | 森義博            | 関口雅浩、鎌田均 糸島雅彦、小林利充                                                      |
| #12  | 星と少年             | 野村祐一   | 菊地康仁                   | 鈴木孝聡          | 高橋裕一、桂憲一郎 入江篤、酒井秀基                                                      |

## 放送局
| 放送期間                  | 放送時間                     | 放送局     | 対象地域 | 備考                          |
| ------------------------- | ---------------------------- | ---------- | -------- | ----------------------------- |
| 2015年10月4日 - 12月20日  | 日曜 22:30 - 23:00           | TOKYO MX   | 東京都   |                               |
|                           | 日曜 23:00 - 23:30           | KBS京都    | 京都府   |                               |
| 2015年10月7日 - 12月23日  | 水曜 0:00 - 0:30（火曜深夜） | サンテレビ | 兵庫県   |                               |
|                           |                              | BS11       | 日本全域 | 製作委員会参加 / 『ANIME+』枠 |
| 2015年10月11日 - 12月27日 | 日曜 17:00 - 17:30           | AT-X       | 日本全域 | リピート放送あり              |

| 配信期間                 | 配信時間        | 配信サイト         | 備考                 |
| ------------------------ | --------------- | ------------------ | -------------------- |
| 2015年10月4日 - 12月20日 | 日曜 22:30 更新 | バンダイチャンネル | 第一話は常時無料配信 |

## BD
| 巻 | 発売日        | 収録話          | 規格品番  |
| -- | ------------- | --------------- | --------- |
| 1  | 2016年1月29日 | 第1話 - 第2話   | BCXA-1061 |
| 2  | 2016年2月24日 | 第3話 - 第4話   | BCXA-1062 |
| 3  | 2016年3月25日 | 第5話 - 第6話   | BCXA-1063 |
| 4  | 2016年4月22日 | 第7話 - 第8話   | BCXA-1064 |
| 5  | 2016年5月27日 | 第9話 - 第10話  | BCXA-1065 |
| 6  | 2016年6月24日 | 第11話 - 第12話 | BCXA-1066 |

## SDフラッシュアニメ
『ガーデン・インディゴの車窓から』は、公式サイトおよびYouTubeにおいて隔週のテレビ偶数話で配信の短編アニメ。モウラがソウゴとフェリアに問題を出す形式で、『コメット・ルシファー』の世界観を解説していく。奇数話は配信のみで、偶数話はBDに収録。
　
スタッフ
- 脚本 - 川尻恵太
- SDキャラクターデザイン - 小木曽慎一
- アニメーション - カネヒラシン
- デザイン - 大塚祐亮
- 制作プロダクション - アイウォズ・ア・バレリーナ
- 音楽 - 加藤達也
- 音響監督 - 明田川仁
- 制作 - エイトビット
- 制作協力 - バンダイビジュアル
- 製作 - 「コメット・ルシファー」製作委員会

各話リスト
| 話数   | サブタイトル（今回のテーマ）             | 配信日 / 収録巻 |
| ------ | ---------------------------------------- | --------------- |
| 第1話  | テーマ：ギフトジウム                     | 2015年10月11日  |
| 第2話  | テーマ：ガーデン・インディゴとヴァロフ家 | BD第1巻         |
| 第3話  | テーマ：天体ギフト                       | 10月25日        |
| 第4話  | テーマ：ギフトの四季・気候               | BD第2巻         |
| 第5話  | テーマ：バイペダルアーマー               | 11月8日         |
| 第6話  | テーマ：ギフトの生き物                   | BD第3巻         |
| 第7話  | テーマ：ギフトの統治について             | 11月22日        |
| 第8話  | テーマ：ヴィーは何者なのか？             | BD第4巻         |
| 第9話  | テーマ：深淵の祭壇とは？                 | 12月6日         |
| 第10話 | テーマ：エリア・クリムゾンの秘密         | BD第5巻         |
| 第11話 | テーマ：エナとゾーンボイルの過去         | 12月20日        |
| 第12話 | テーマ：フェリアとモウラ                 | BD第6巻         |

## スピンオフコミック
月刊ブシロード2015年11月号よりスピンオフコミック『こめ☆るし』連載。漫画はchisato。